# Ida Elise Broch
Ida Elise Broch (Oslo, 25 de junio de 1987) es una actriz noruega conocida a nivel internacional por haber participado en varias producciones de Netflix. En el cine, destaca su participación en la película Mannen som elsket Yngve.

## Biografía
Es medio hermana del también actor noruego Nicolai Cleve Broch.
Broch se interesó por la actuación en el colegio, donde participó en diversos montajes teatrales. Más tarde estudió arte dramático en la escuela Hartvig Nissen y en la Romerike Folk High School. 
En primavera de 2007 dejó sus estudios para centrarse en la grabación de la película Mannen som elsket Yngve, que recibió comentarios positivos por parte de la crítica. Fue ahí donde conoció a la que fue su pareja durante casi dos años, el actor Rolf Kristian Larsen.
En otoño de 2008 ingresó en la Academia Nacional de Teatro Noruega para proseguir sus estudios de actriz. Mientras estudiaba comenzó a salir con uno de sus compañeros, el actor Oddgeir Thune.

## Carrera profesional
Unos de sus primeros trabajos en su carrera como actriz fue formando parte del elenco principal de la película Mannen som elsket Yngve, basada en la obra homónima del autor Tore Renberg. Dicho trabajo le valió una nominación como mejor actriz secundaria en los Premios Amanda otorgados dentro del marco del Festival Internacional de Cine de Noruega.
Broch adquirió trascendencia a nivel internacional gracias a su participación en dos series de televisión emitidas en la plataforma Netflix, que fueron dobladas a diversos idiomas. En 2014 participó en Lilyhammer, la primera serie de producción propia de Netflix emitida a nivel internacional. En invierno de 2019 se estrenó Navidad en casa, comedia romántica en la que Broch es protagonista.

## Filmografía

### Cine
- 2006: Bakkeflyvere (cortometraje).
- 2007: Switch, como Nina.
- 2008: Mannen som elsket Yngve, como Catherine Halsnes.
- 2008: Twende (cortometraje).
- 2009: Amor (cortometraje).
- 2010: Pax, como Elise.
- 2011: Mørke sjeler, como Maria.
- 2013: Detektiv Downs, como Isabel Stjernen.
- 2016: Forfalne (cortometraje).

### Televisión
- 2014-2015: Det tredje øyet, como Mari Friis.
- 2014: Lilyhammer, como Birgitte.
- 2019: Navidad en casa, como Johanne.

## Premios y nominaciones
Premios Amanda
- 2008: Nominación a la Mejor actriz de reparto por Mannen som elsket Yngve.[6]

Premios Gullruten
- 2015: Galardonada como mejor actriz protagonista por Lilyhammer.[11]